# جينيفر ليان
جينيفر ليان (بالإنجليزية: Jennifer Lien)‏ هي ممثلة أمريكية، ولدت في 24 أغسطس 1974 في شيكاغو الولايات المتحدة.

## أعمال

### أفلام
- (1998)  عهد سمبا[5]
- (1998) التاريخ الأمريكي إكس[6]

### مسلسلات
- فوياجر
- عالم آخر

## وصلات خارجية
- جينيفر ليان على موقع IMDb (الإنجليزية)
- جينيفر ليان على موقع روتن توميتوز (الإنجليزية)
- جينيفر ليان على موقع ألو سيني (الفرنسية)
- جينيفر ليان على موقع أول موفي (الإنجليزية)
- جينيفر ليان على موقع قاعدة بيانات الأفلام السويدية (السويدية)
- جينيفر ليان على موقع إن إن دي بي (الإنجليزية)
- جينيفر ليان على موقع ديسكوغز (الإنجليزية)
- جينيفر ليان على موقع قاعدة بيانات الفيلم (الإنجليزية)
- جينيفر ليان على موقع كينوبويسك (الروسية)